# الک اسکات
الک اسکات (انگلیسی: Alec Scott; ۱۶ اکتبر ۱۹۰۶ – ۱۱ ژوئن ۱۹۷۸) سوارکار اهل بریتانیا بود.